# Super Espot
Super Espot és una moderna població del terme municipal d'Espot, a la comarca del Pallars Sobirà.
Està situada al sud d'Espot i a ponent de Berrader; forma part del complex de l'estació d'esquí Espot Esquí. A Super Espot hi ha els establiments comercials relacionats amb la pràctica de l'esquí, establiments d'hostaleria i apartaments.

## Etimologia
Es tracta d'un nom relativament recent, ja que no arriba als 40 anys la seva existència. Va ser creat seguint una moda que s'imposà en la denominació d'algunes estacions d'esquí, avantposant super al nom de la localitat d'on depenien, per tal d'indicar la seva situació geogràfica respecte del poble original.